# 英厄马尔·斯滕马克
英厄马尔·斯滕马克（瑞典語：Ingemar Stenmark，1956年3月18日—），瑞典男子高山滑雪运动员。他曾代表瑞典参加1976年、1980年和1988年冬季奥林匹克运动会高山滑雪比赛，共获得二枚金牌和一枚铜牌。

## 外部連結
- 英厄马尔·斯滕马克在國際滑雪總會
- Ingemar Stenmark （页面存档备份，存于） World Cup standings at the International Ski Federation
- 英厄马尔·斯滕马克在Ski-DB Alpine Ski Database
- 英厄马尔·斯滕马克在Sports Reference
- 英厄马尔·斯滕马克在国际奥林匹克委员会的资料
- Holmenkollen medalists – click Holmenkollmedaljen for downloadable pdf file，存档于（存檔日期 2007-02-24） （挪威語）